# Barreirinhas
Barreirinhas é um município brasileiro do estado do Maranhão. Localiza-se no Norte do estado, na região dos Lençóis Maranhenses. Sua população foi estimada em 63.991 habitantes, conforme dados do IBGE de 2021, sendo o vigésimo mais populoso do estado. 
O município é conhecido como "Portal dos Lençóis maranhenses" pelo fato de abrigar o Parque nacional dos lençóis maranhenses, região turística que consiste numa vasta área de altas dunas de areias brancas e de lagos e lagoas, também conhecido como "Deserto Brasileiro".
A área do município do Barreirinhas é de 3.046,308 quilômetros quadrados, o que coloca na posição 25 dentre a 217 cidades do Maranhão. 

## História
A região atualmente ocupada pelo município foi habitada pela etnias indígenas dos tapuios e caetés. Os caetés habitavam a região das areias próximo à foz do Rio Preguiças. No século XVIII, foi instalada a fazenda Santo Inácio, que pertencia à Companhia de Jesus. Após a expulsão dos jesuítas, a fazenda passou para o controle de vários senhores de engenho.
Em 1849, o governo imperial construiu uma ponte sobre o rio Mocambo, na estrada que vinha da comarca de Campo Maior, no Piauí, à de Brejo, no Maranhão, e desta à de Icatu. As boas pastagens para a criação de gado e terras próprias para a lavoura nas margens do rio Mocambo deram origem à afluência de pessoas para aqueles lugares e à fundação de pequenos povoados.
Em 1835, houve a abertura de uma estrada entre São Bernardo do Parnaíba (atual São Bernardo) e São José do Periá (atual Humberto de Campos), que interligava férteis regiões da bacia do rio Preguiças, favorecendo o surgimento de povoados.
Em 1858, foi criada a freguesia de Nossa Senhora da Conceição das Barreirinhas.
Com a Lei Provincial n° 951, de 14 de julho de 1871, Barreirinhas foi elevada à categoria de vila, sendo desmembrada do município de Tutóia e formada por partes dos territórios de Tutóia, Brejo, Miritiba (hoje Humberto de Campos) e São Bernardo.
Foi elevada à condição de cidade em 1938.
A partir da década de 1960, a Petrobrás realizou pesquisas sobre a viabilidade econômica de exploração de petróleo e gás natural na região, tornando o campo de dunas conhecido pela imprensa nacional.
Em 1981, foi criado o Parque Nacional dos Lençóis Maranhenses.

## Geografia

### Relevo
O relevo do município é formado por grandes planícies fluviais e fluvio-marinhas, áreas planas e baixas, recortadas por canais de circulação de águas salobras. Existe a formação de dunas móveis de vários tamanhos, que avançam sobre a vegetação do cerrado em direção ao continente.

### Clima
O clima é o tropical úmido, dividido dois períodos: chuvoso de janeiro a junho e estiagem de julho a dezembro. A temperatura média anual é superior a 27° C, com a umidade relativa do ar anual variando de 76% e 82% e os totais pluviométricos entre 800 e 2.000 m.

### Hidrografia
O município faz parte da bacia hidrográfica do rio Preguiças, além dos rios Negro, Juçaraí, Maçangano, Sucuriju, da Fome ou da Formiga, Mamorana, do Santo Inácio e os riachos: Mirinzal, Açuí, Tucuns, do Poção, do Pirunga, das Cacimbas, São José, Giramundo, do Meio, Palmeirinha, do Molha, Passagem do Canto, Uriti, do Macaco, da Onça, do Guarimã, da Mangueira, da Mata, do Bosque, dentre outros.

### Vegetação e biodiversidade
A vegetação é caracterizada pela presença de restingas, pastagens, manguezais, campos de dunas, campos inundáveis e cerrado.
As unidades de conservação do município são a APA de Upaon-Açu-Miritiba-Alto Preguiças, a APA da Foz do Rio das Preguiças-Pequenos Lençóis-Região Lagunar Adjacente e o Parque Nacional dos Lençóis Maranhenses.

### Demografia
De acordo com o Censo Demográfico de 2010, 71,64% da população do município é católica romana e 20,98% evangélica.
Em 2010, 59,70% da população vivia na zona rural e 40,3% na zona urbana.
Conforme o Censo Demográfico de 2022, a população do município de Barreirinhas era de 65.589 habitantes e a densidade demográfica era de 21,53 habitantes por quilômetro quadrado. Comparando-se com outras cidades do estado do Maranhão, ficava nas posições 16 e 93 de 217. Já a estimativa populacional para 2024 era de 67.999 pessoas.

## Economia
O PIB do município ficou, em 2019, em R$ 482.388.100, correspondendo ao 26º maior PIB do estado.
A distribuição setorial do PIB em 2018 ficou: Agropecuária (7,21%), Indústria (4,79%, com destaque para o setor alimentício), Serviços- Administração, defesa, educação e saúde públicas e seguridade social (42,30%) e Serviços- Demais setores (45,68%).
A agricultura local conta com a plantações de mandioca (maior produtor do estado), arroz, milho, feijão, castanha de caju (maior produtor do estado), laranja (segundo maior produtor), coco (quarto maior produtor), e bananas.
Na aquicultura, tem destaque a criação do tambaqui e da tilápia (quarto maior produtor estadual).
O turismo para os Lençóis Maranhenses tem papel fundamental para a economia do município.
Em 2021, o PIB per capita do município de Barreirinhas era de R$ 9.951,26. Comparando-se com outros municípios do estado do Maranhão, ficava na posição 86 de 217. Já o percentual de receitas externas em 2023 era de 77,32%, o que o colocava na posição 196 de 217.
| Salário médio mensal dos trabalhadores formais [2022]                                             | 1,5 salários mínimos |
| Pessoal ocupado [2022]                                                                            | 6.867 pessoas        |
| População ocupada [2022]                                                                          | 10,47 %              |
| Percentual da população com rendimento nominal mensal per capita de até 1/2 salário mínimo [2010] | 54,2 %               |

Fonte: IBGE

### Complexo Eólico de Delta 3
A cidade é sede de 48 aerogeradores do Complexo Eólico Delta III, que gera 220 MW. 

### Petróleo e gás natural
A região conta com a Bacia de Barreirinhas BM-BAR-1, BM-BAR-3, BM-BAR-4 e BM-BAR-5, dentre outros, que são poços de petróleo a uma profundidade de 2000 a 2500 metros, na qual são realizadas pesquisas exploratórias desde a década de 1960.
Em 2006, foi realizada a segunda rodada de licitações de áreas inativas contendo acumulações marginais, tendo sido oferecidos os Campos Terrestres de Espigão (Santo Amaro), Oeste de Canoas (Barreirinhas), com potencial para exploração de gás natural, e São João (Primeira Cruz), para produção de petróleo.
Há previsão de construção da Usina Termelétrica Oeste de Canoas, utilizando gás natural da região. 
Em 2015, houve novo leilão do Campo São João e sua produção comercial foi iniciada em 2020.

## Infraestrutura

### Rodovias
Barreirinhas pode ser alcançada através da BR-402 e da MA-225.

### Aeroporto
O Aeroporto Regional de Barreirinhas está disponível tem capacidade para pouso e decolagem para aeronaves do modelo A319 de até 120 passageiros.

### Educação
No município, há um campus do o Instituto Federal do Maranhão (IFMA), no nível técnico e superior.
Em Barreirinhas, há 155 estabelecimentos voltados para a educação infantil, 168 voltados para o ensino fundamental e 5 para o ensino médio.
Em 2010, a taxa de escolarização de 6 a14 anos de idade do município de Barreirinhas era de 96%. Comparando-se com outros municípios do Estado, ficava na posição 144 de 217. Já o Índice de Desenvolvimento da Educação Básica (IDEB), no ano de 2023, nos anos iniciais do ensino fundamental na rede pública era 5,3 e para os anos finais, 4,4.
| Taxa de escolarização de 6 a 14 anos de idade [2010]             | 96 %              |
| IDEB – Anos iniciais do ensino fundamental (Rede pública) [2023] | 5,3               |
| IDEB – Anos finais do ensino fundamental (Rede pública) [2023]   | 4,4               |
| Matrículas no ensino fundamental [2023]                          | 11.944 matrículas |
| Matrículas no ensino médio [2023]                                | 2.627 matrículas  |
| Docentes no ensino fundamental [2023]                            | 736 docentes      |
| Docentes no ensino médio [2023]                                  | 156 docentes      |
| Número de estabelecimentos de ensino fundamental [2023]          | 131 escolas       |
| Número de estabelecimentos de ensino médio [2023]                | 7 escolas         |

Fonte: IBGE

### Saúde
As principais unidades de saúde são o Hospital Regional de Barreirinhas (administrado pela EMSERH) e o o Centro de Saúde Eva dos Reis Lima.
Em 2022, a taxa de mortalidade infantil média na cidade de Barreirinhas era de 13,37 para 1.000 nascidos vivos. Já as internações devido a diarreias são de 38,1 para cada 1.000 habitantes. Comparando-se com todos as cidades do Estado, ficava nas posições 122 de 217 e 112 de 217. Até o ano de 2009, o município de Barreirinhas contava com vinte e três estabelecimentos ligados ao Sistema Único de Saúde (SUS).

### Comunicações
Há cinco emissoras de rádio no município.

## Política
O Poder Legislativo de Barreirinhas é exercido pela Câmara Municipal, composta de 11 vereadores.
O Poder Executivo é exercido pela Prefeitura de Barreirinhas e é representado pelo prefeito, vice-prefeito e secretários municipais.
O munícipio é termo sede da Comarca de Barreirinhas, com o Fórum Deputado Luciano Fernandes Moreira, além de contar representantes do Ministério Público do Maranhão e da Defensoria Pública do Estado.

## Bairros
O município de Barreirinhas tem alguns bairros na Zona Urbana, como: Cidade Nova, Boa Fé, Residencial Mundico Cosme, Vila Anselmo, Canequinho, Riacho, Murici, Amapá, Carnaubal, Cruzeiro, Centro, Ladeira, Santarém, Aeroporto, Cebola, Residencial Brasil, Francelina, Boa Vista e o bairro Balneário São Domingos. 
E diversos Bairros ou Povoados na Zona Rural como: Boa Vista, Bom Passar, Tamancão, Santo Antônio, São Domingos, Gambá, Vassouras, Sucurujú, Espadarte, Morro do Boi, Santo Inácio, Caburé, Mandacarú, Atins, Ponta do Mangue. 

## Cultura e turismo
As principais manifestações culturais são: bumba-meu-boi com os sotaques de orquestra e matraca, quadrilhas, danças country e portuguesa, folia dos reis ou reisado, cordão de São Gonçalo e encenação da paixão de Cristo.
Barreirinhas é um dos principais destinos turísticos do estado em razão dos Lençóis Maranhenses e dos Pequenos Lençóis.
São pontos conhecidos a localidade Vassouras, onde avista-se o primeiro conjunto de dunas dos Pequenos Lençóis, o povoado de Mandacaru, onde está instalado o farol da marinha conhecido como Farol de Preguiças, a praia de Caburé, a vila de Atins, a comunidade de Queimada dos Britos, as belezas do rio Preguiças e das lagoas Bonita e Verde, dentre inúmeras outras dos Lençóis.